# Bethel (Bielefeld)
Bethel ist der Name eines Stadtteils und statistischen Bezirks im Stadtbezirk Gadderbaum der Stadt Bielefeld in Nordrhein-Westfalen. Er ist vor allem wegen des Sitzes der namensgebenden v. Bodelschwinghschen Stiftungen Bethel bekannt und gilt, obwohl sie ihn nicht vollständig ausfüllen, als Synonym für diese.

## Lage

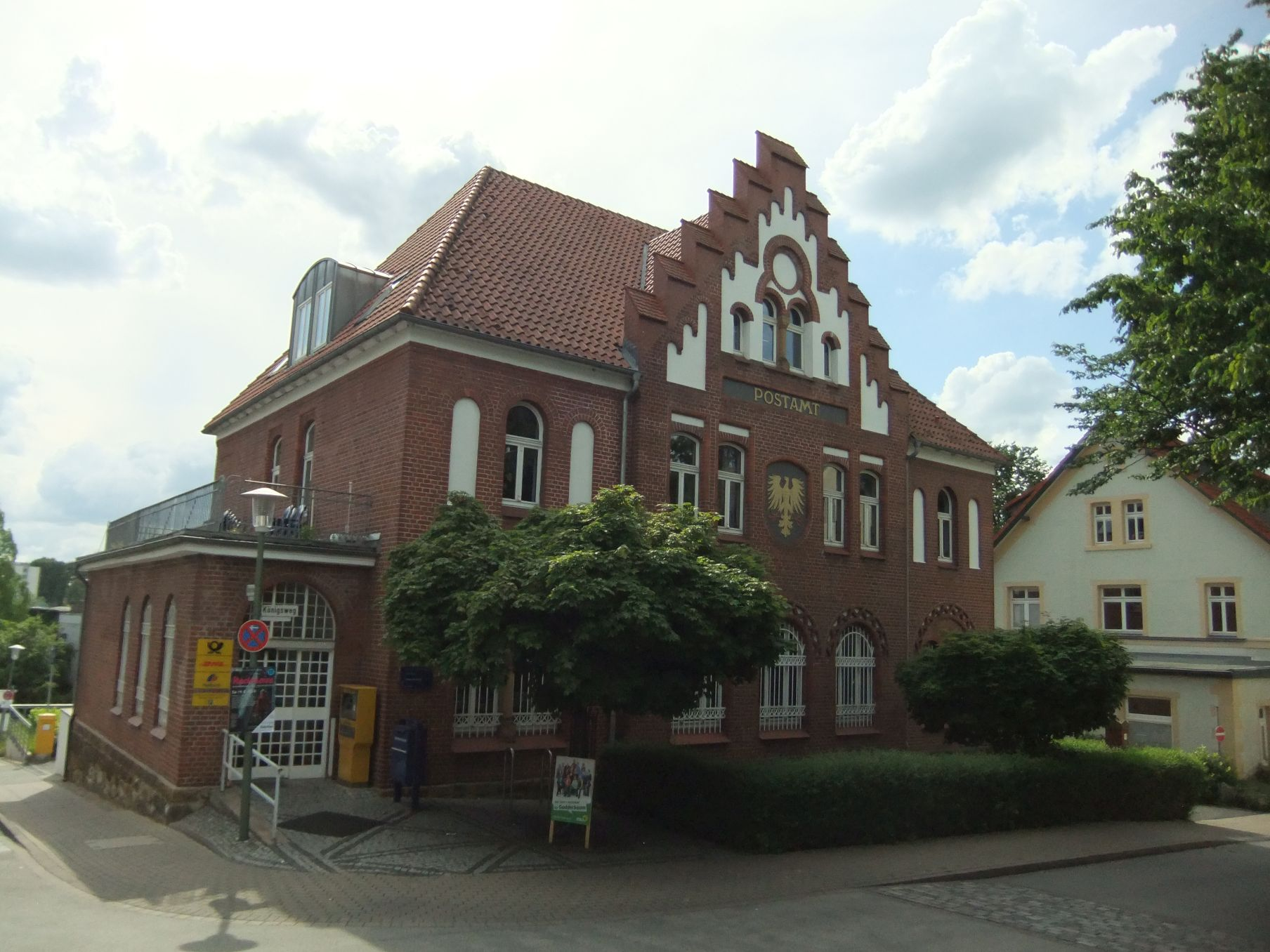
Das alte Postamt in Bethel

Der Stadtteil befindet sich am Nordrand des Stadtbezirks Gadderbaum im Kantensiektal östlich des Bielefelder Passes. Das Tal liegt unmittelbar südlich des Sparrenberges und der Sparrenburg. Folglich befindet sich der Stadtteil im Teutoburger Wald. Das Tal wird vom Kantensiekbach durchflossen. Da die verdichtende Bebauung auch die Hänge umfasst, befindet sich Bethel in einer Höhe von etwa 110 m bis 210 m. Nachbarstadtteile sind die statistischen Bezirke Alt- und Neustadt, Brands Busch, Eggeweg, Lonnerbach und Osningpass.

## Geschichte
Das Gebiet des heutigen Bethel war seit dem Mittelalter ein Teil der Streusiedlung Sandhagen und bestand aus mehreren Gehöften, die sich in den Straßennamen finden lassen, etwa am Quellenhofweg, und zum Teil noch mit veränderter Nutzung – wie der Lindenhof – bestehen. 
Einen wesentlichen Impuls setzte die Gründung der heutigen v. Bodelschwinghschen Stiftungen im Jahr 1867. Mit ihren Erweiterungen wuchs die Zahl der Gebäude und die Dichte der Bebauung. Die Anstalten Bethel wünschten zu einer aus ihrer Sicht günstigeren Entwicklung, insbesondere bei der Frage zu baulichen Belangen, mehr Freiheiten und die Bildung eines eigenen Gutsbezirks mit weitestgehender Selbstverwaltung. Entsprechend wehrte man sich gegen die von der Stadt Bielefeld und der Gemeinde Gadderbaum gewünschte Eingemeindung aus ökonomischen und verkehrstechnischen Erwägungen. Erst mit der Preußischen Landgemeindeordnung von 1891 endeten die Bestrebungen, da die Gutsherrschaft endgültig aufgehoben war. Der Ortsteil Bethel war im Grunde genommen mit den damaligen Anstalten identisch. Entsprechend wurde auch die Infrastruktur von diesen ausgebaut. 1886 wurde das erste Telefon angeschlossen und 1896 gab es bereits eine Telefonanlage mit 30 Anschlüssen. Die Stadtverwaltung Bielefeld besaß zu dieser Zeit lediglich einen. Auch die Straßenbeleuchtung, Stromversorgung und die Bethel-Schule (1920) zeugten von der engen Verflechtung. Bis heute wird die Wasserversorgung durch Betriebe der Stiftungen gewährleistet. 
Während des Zweiten Weltkriegs wurde die Ortschaft von etwa 25.000 Brandbomben getroffen.
Die Eingemeindung des Gadderbaumer Ortsteils nach Bielefeld fand erst 1971 statt (Bielefeld-Gesetz). Diskussionen um einen kommunalen Sonderstatus verliefen im Sande. Der überwiegende Grundbesitz im Stadtteil befindet sich nach wie vor im Besitz der Stiftungen. Erkennbar ist dieser Umstand auch an den überall anzutreffenden blauen Hinweisschildern.

## Bauten

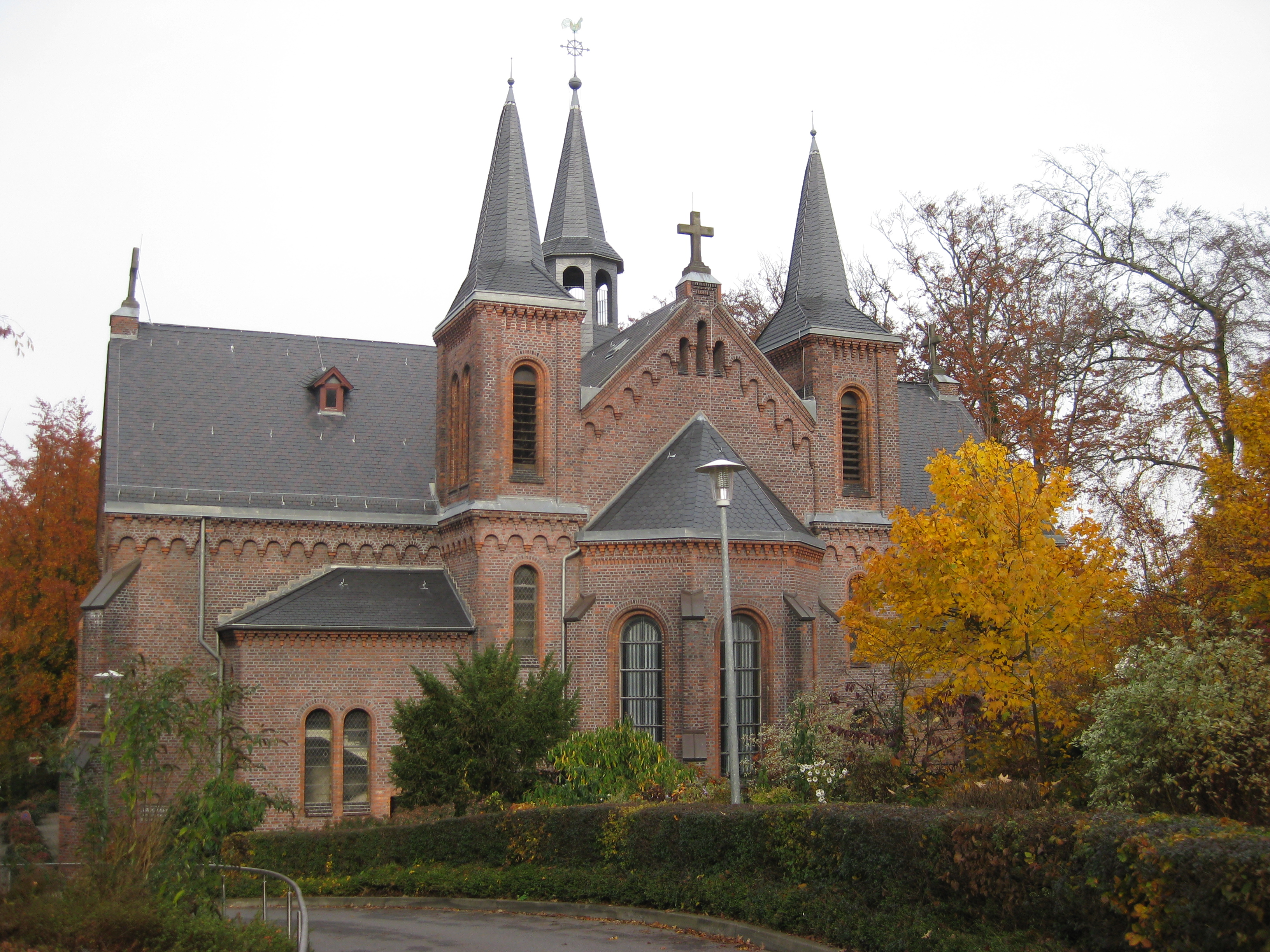
Die Zionskirche

Prägend sind die Kliniken, Pflegeheime und anderen Gebäude der v. Bodelschwinghschen Stiftungen. Insbesondere die Hauptverwaltung am sogenannten Betheleck und die Kliniken Gilead sind hier zu nennen. Baudenkmäler sind der Alte und Neue Friedhof Bethel, die Zionskirche, das ehemalige Pförtnerhaus neben der Hauptverwaltung und das alte Postamt. Es befindet sich auch der Japanische Garten in Bethel.

## Verkehr
Der Stadtteil ist durch mehrere Buslinien erreichbar. Insbesondere wird hier der Ringverkehr der Stadtbuslinie 122 eingesetzt. Diese dient auch zum Anschluss an die Stadtbahnhaltestelle Bethel. Zur Koordinierung des Gesamtverkehrs existiert seit 1998 ein durch die Stiftungen getragenes Verkehrs- und Mobilitätsmanagement für den Stadtteil. Die Tallage und die relativ engen Durchgangsstraßen, verbunden mit den hohen Pendler-, Schüler- und Besucherzahlen, behindern zwar den Individualverkehr, schützen aber auch vor Geschwindigkeitsübertretungen. Insbesondere das Betheleck zwischen den Kliniken, der Hauptverwaltung der Stiftungen und der Artur-Ladebeck-Straße ist ein Unfallschwerpunkt.